# 迎え
| ウィキペディアには「迎え」という見出しの百科事典記事はありません（タイトルに「迎え」を含むページの一覧/「迎え」で始まるページの一覧）。 代わりにウィクショナリーのページ「迎え」が役に立つかもしれません。 |